# Научные биографии и мемуары учёных
«Научные биографии и мемуары учёных» (называлась также кратко; «Научные биографии») — научно-популярная книжная серия издательства «Наука» (Москва) 1970-х—1980-х годов.. Некоторые выпуски серии выходили также в Ленинградском отделении издательства.
Входила в «Серию научно-популярных изданий АН СССР».
Формат: 84x108/32 (~130х205 мм); обложка бумажная.

## Книги серии
- Водяницкий В. А. Записки натуралиста. — М.: Наука, 1975. — 192 с. — (Научные биографии и мемуары учёных).

- Шумовский Т. А. Воспоминания арабиста. — Л.: Наука. Ленингр. отд-ние, 1977. — 172 с. — 25 000 экз.

- Филиппов Б.М. Тернистый путь русского учёного: Жизнь и деятельность М. М. Филиппова / Отв. ред. Б. М. Кедров. — 3-е изд., перераб. и доп. — М.: Наука, 1982. — (Научные биографии и мемуары учёных).

## Список книг
1. Водяницкий В.А. Записки натуралиста. (1975)
2. Дворцов А.Т. Гегель: Жизнь, деятельность, учение. (1972)
3. Дворцов А.Т. Жан Жак Руссо. (1980)
4. Кирова К.Э. Жизнь Джузеппе Мадзини.
5. Кнабе Г.С. Корнелий Тацит. (1978, 1981)
6. Меншуткин Б.Н. Жизнеописание Михаила Васильевича Ломоносова.
7. Нерсесянц В.С. Сократ. (1977)
8. Пирумова Н.М. Пётр Алексеевич Кропоткин. (1972)
9. Полевой Ю.З. Степан Халтурин.
10. Понтекорво Б.М., Покровский В.Н. Энрико Ферми в воспоминаниях учеников и друзей. (1972)
11. Райцес В.И. Жанна д'Арк: Факты, легенты, гипотезы (1982)
12. Симонов Р.А. Кирик Новгородец: учёный XII века. (1980)
13. Смолярчук В.И. Анатолий Фёдорович Кони.
14. Созина С.А. Тупак Амару — великий индейский повстанец.
15. Стеклов В.А. Научная переписка (1901-1925).
16. Трухановский В.Г. Адмирал Нельсон.
17. Филиппов Б.М. Тернистый путь русского учёного: Жизнь и деятельность М. М. Филиппова.
18. Шумовский Т.А. Воспоминания арабиста. (1977)